# بنیاد ورزش زنان
بنیاد ورزش زنان (به انگلیسی: Women's Sports Foundation) (مخفف: WSF) یک مؤسسه خیریه آموزشی غیرانتفاعی ۵۰۱(سی)(۳) است که بر مشارکت زنان در ورزش متمرکز است. در سال ۱۹۷۴ توسط تنیس باز بیلی جین کینگ و در ابتدا توسط دونا ده وارونا و سوزی شافی ورزشکاران المپیکی تأسیس شد، بیانیه مأموریت اعلام شده آن «پیشبرد زندگی دختران و زنان از طریق ورزش و فعالیت بدنی» است.  

## تاریخچه
بنیاد ورزش زنان به‌طور قانونی در سال ۱۹۷۴ توسط بیلی جین کینگ، مدیر تجاری او جیم یورگنسن و همسرش لری کینگ راه اندازی شد. این بنیاد در ابتدا توسط دونا ده وارونا، شناگر المپیکی و سوزی شافی، اسکی باز المپیکی حمایت شد.
در سال ۱۹۷۲ و ۱۹۷۳ کینگ به خاطر «ورزشکار زن برجسته سال» شدن، جایزه ورزشی باب هوپ را دریافت کرد. یک سال بعد، او جایزه ۵۰۰۰ دلاری خود را به بنیاد ورزش زنان اهدا کرد. وی به‌طور همزمان مجله جدیدی را با عنوان وومن اسپورتز راه اندازی کرد.
به مدت ده سال، از ۱۹۷۶ تا ۱۹۸۶، تحت هدایت مدیر اجرایی، ایوا اوکینکلاس و معاون مدیر هالی ترنر و مدیر بیلی جین کینگ، هیئت امنائی تشکیل شد که متشکل از پگی فلمینگ المپیکی و چارلز ام. شولتس، خالق بادام زمینی‌ها و همچنین نائب رئیس  بریستول مایرز، ماروین کاسلو، دیوید فاستر و مدیرعامل کولگیو پامولت بود. در سال ۱۹۷۹، دونا ده وارونا به عنوان اولین رئیس بنیاد منصوب شد. تحت رهبری مدیر اجرایی ایوا اوکینکلاس و تیم او، این بنیاد از سازمانی با ۵۰۰ دلار در بانک به سازمانی با کمک ۱ میلیون دلاری و بودجه عملیاتی ۱ میلیون دلاری تبدیل شد.
در سال ۱۹۹۰، مجله زندگی کینگ را به دلیل تلاش های طولانی مدت برای ارتقای حقوق زنان، به عنوان یکی از «۱۰۰ آمریکایی مهم قرن بیستم» معرفی کرد،  تا حدی به دلیل ترویج ورزش برای زنان. از جمله فعالیت‌های او راه‌اندازی همین بنیاد بود.
بنیاد ورزش زنان از فرصت‌های برابر برای دختران و ورزش زنان در ایالات متحده و سراسر جهان حمایت می‌کند.
روسای گذشته عبارتند از: دونا ده وارونا، کارول مان، لین سنت جیمز، نانسی هاگشید ماکار، وندی هیلیارد، بنیتا فیتزجرالد مازلی، نانسی لیبرمن، جولی فائودی، داون رایلی، دومینیک داوز، ایمی مالینز، جسیکا مندوزا، لیلا علی، آنجلا روگیرو، آنجلا هاکلز، گرت الیاسن، النا مایرز تیلور، آلانا نیکولز و فیدرا نایت. رئیس فعلی مگان دوگان و رئیس فعلی هیئت امناء ساندرا وایوس است.

## ابتکارات و برنامه‌های جاری
ورزش برای زندگی (Sports 4 Life) : در اکتبر ۲۰۱۴، بنیاد ورزش زنان، با حمایت ای‌اس‌پی‌ان‌دابلیو (espnW) این بخش را راه‌اندازی کرد، این تلاشی ملی برای افزایش مشارکت و حفظ دختران آفریقایی-آمریکایی و اسپانیایی تبار، ۱۱ تا ۱۸ ساله، در برنامه‌های ورزشی توسعه‌ای جوانان بود. برنامه ورزش برای زندگی از طریق آموزش، آگاهی عمومی و کمک‌های مالی به سازمان‌ها در سراسر کشور، به دنبال بهبود پایدار در سلامت کلی و توسعه دختران در این جوامع است.
کمک هزینه سفر و آموزش (The Travel & Training Fund) : بنیاد ورزش زنان اولین و تنها سازمان خیریه‌ای بود که تقریباً ۳۰ سال پیش در زمان تأسیس این کمک هزینه را به زنان ورزشکار مشتاق با پتانسیل نخبه ارائه کرد. صندوق سفر و آموزش به ورزشکاران مشتاق - در ورزش‌های انفرادی و تیمی کمک مالی مستقیم می‌کند. کمک هزینه سفر و آموزش به بانوان ورزشکار این فرصت را می‌دهد تا برای مربیگری، آموزش تخصصی، تجهیزات، لباس های ورزشی و/یا سفر، پتانسیل خود را در سطح منطقه‌ای، ملی یا بین‌المللی به کار گیرند. از سال ۱۹۸۴، این بنیاد به بیش از ۱۳۰۰ ورزشکار و تیم انفرادی از جمله اسکیت‌بازان میشل کوان و راشل فلت، غواص ماری الن کلارک، اسکی پرش آلیسا جانسون، شناگر مالوری وگمن و تیم ملی واترپلو ایالات متحده کمک مالی اعطا کرد. داوطلبین و گیترید این سازمان را حمایت می‌کنند. گیترید حامی ملی این بنیاد است.
برو دختر برو! (GoGirlGo!) : این برنامه در سراسر کشور برای بهبود سلامت دختران کم‌تحرک و تشویق دختران برای انجام فعالیت بدنی فعالیت می‌کند. این برنامه دختران را نه از طریق خدمات مستقیم، بلکه با حمایت از برنامه‌ها و سازمان‌هایی که با دختران کار می‌کنند، به حرکت در می‌آورد. این برنامه منابع باکیفیت را در هر جامعه شناسایی و با هم ترکیب می‌کند و از طریق آموزش، تأمین مالی، آگاهی عمومی و شبکه‌سازی، حمایت جامعی را ارائه می‌دهد.
برنامه سفیر ورزشکار بنیاد ورزش زنان یکی دیگر از برنامه‌هاست. این برنامه از ورزشکاران آماتور تا ورزشکاران حرفه‌ای برای کار با یک گروه استفاده می‌کند. این برای بازیکنانی کار می‌کند که می‌خواهند به عنوان الگو باشند و به بازیکنان جوان‌تر کمک کنند. 

## شرکا
آتلیا، ای‌اس‌ان‌پی‌دابلیو، گیترید، گروه ان‌بی‌سی اسپورتس و یاهو اسپورتس شرکای این سازمان هستند. این شرکا با آوردن بودجه و کمک به ابتکارات سازمان و رویدادها کمک می‌کنند. آنها در مشارکت با آتلیا به تقویت اعتماد به نفس زنان در ورزش کمک می‌کنند. ای‌اس‌پی‌ان‌دابیلو در تلاش است تا به دختران آفریقایی-آمریکایی و اسپانیایی تبار ۱۱ تا ۱۸ ساله در ورزش کمک کنند. گیترید به ورزشکاران کمک می‌کند تا بتوانند در مسابقات ملی شرکت کنند. گروه ان‌بی‌سی اسپورتس به رهبری بیشتر زنان در صنعت کمک می‌کنند. در نهایت، یاهو اسپورتس نحوه استفاده موثر از فناوری برای بهبود جوامع اطراف ورزشکاران را بیان می‌کنند. 
شرکا تنها کسانی نیستند که به سازمان کمک می‌کنند. هر کسی می‌تواند داوطلبانه کمک کند.

## مرکز تحقیقات و منابع
مرکز تحقیقات و سیاستگذاری ورزش، سلامت و فعالیت برای زنان و دختران، (به انگلیسی: the Sport, Health and Activity Research and Policy Center for Women and Girls) (مخفف: SHARP) در سال ۲۰۱۰ به عنوان یک مشارکت جدید بین بنیاد ورزش زنان و دانشکده حرکت‌شناسی دانشگاه میشیگان و موسسه تحقیقات زنان و جنسیت تأسیس شد. مأموریت این مرکز رهبری تحقیقاتی است که دامنه، تجربه و پایداری مشارکت در ورزش، بازی و حرکت را برای زنان و دختران افزایش می‌دهد. با بهره‌گیری از رهبری پژوهشی دانشگاه میشیگان با تخصص سیاست‌گذاری و برنامه‌نویسی بنیاد ورزش زنان، یافته‌های حاصل از تحقیقات این مرکز به مشارکت عمومی، حمایت و اجرا کمک می‌کند تا زنان و دختران بیشتری فعال، سالم و موفق باشند. 
کتابخانه و مرکز منابع بنیاد ورزش زنان شامل مجموعه بزرگی از کتاب‌ها، مجلات، مقالات، عکس‌ها، فیلم‌ها و مصنوعات است. 

## گسترش
مجله ورزش زنان بخشی از فعالیت های بنیاد ورزش بانوان بود. این مجله یکی از اولین مجلاتی بود که به زنان ورزشکار اختصاص یافت و موفقیت های آنها را برجسته کرد. این مجله به عنوان یک هدف تبلیغاتی با ارتباط نزدیک با بیلی جین کینگ و بنیاد ورزش زنان خدمت می‌کرد. این برنامه بر مسائل زنان در ورزش تمرکز داشت و اطلاعات پس‌زمینه‌ای در مورد رویدادهای خاص ارائه می‌کرد. مجله در نهایت پس از سال‌ها انتشار، علی‌رغم اینکه دنبال‌کنندگان اختصاصی داشت، بسته شد.

## تالار مشاهیر ورزش بانوان
در اکتبر ۲۰۰۶، بنیاد ورزش زنان و موزه ورزش آمریکا خبر تأسیس مرکز بین‌المللی ورزش زنان بیلی جین کینگ را اعلام کردند. این موزه در مه ۲۰۰۸ افتتاح شد و در فوریه ۲۰۰۹ بسته شد.

## مراسم اهدای جوایز
ادای احترام سالانه به زنان در ورزش
ادای احترام سالانه به زنان در ورزش، موفقیت بانوان ورزشکار در تمام رشته‌های ورزشی را جشن می‌گیرد. این مراسم در ماه اکتبر در هتل سیپریانی وال استریت در شهر نیویورک برگزار می‌شود و سلام گروهی از افراد مشهور، ورزشکاران قهرمان و حامیان دختران و زنان در ورزش را به نمایش می‌گذارد. جشن جمع‌آوری کمک‌های مالی یک رویداد جمع‌آوری کمک‌های خیریه است که عواید آن از کمک‌های مالی، تحقیقاتی، آموزشی و برنامه‌های مربوط به حمایت از بنیاد بهره‌مند می‌شود.
جایزه بانوی ورزشکار سال - تیمی و فردی، جایزه مشارکت بیلی جین کینگ و جایزه شجاعت ویلما رودولف در این مراسم اهدا می‌شود. برندگان جایزه بانوی ورزشکار سال توسط مردم رای‌گیری می‌شود. قبل از اولین نمایش آن در سیپریانی در سال ۲۰۱۱، مراسم سالانه در هتل‌های والدورف آستوریا و مرییات مارکی در شهر نیویورک برگزار شد.
جایزه شجاعت ویلما رودولف
- ۱۹۹۶: جکی جوینر-کرسی
- ۱۹۹۷: سیلکن لامن
- ۱۹۹۸: ویل وایت
- ۱۹۹۹: گیل دورس
- ۲۰۰۰: مارتینا ناوراتیلووا
- ۲۰۰۱: میچل ایکرز
- ۲۰۰۲: کندس کیبل
- ۲۰۰۳: کلی سوتن
- ۲۰۰۴: جولی کرون
- ۲۰۰۵: یولیانا پرز
- ۲۰۰۶: جین دریسکال
- ۲۰۰۷: تیم بسکتبال زنان روتگر ۰۷-۲۰۰۶
- ۲۰۰۸: پتینس نایت
- ۲۰۰۹: تیفارا استوارد
- ۲۰۱۰: امی پامریو-وینترز[۱۰][۱۱]
- ۲۰۱۱: تیم پرش اسکی زنان ویزا
- ۲۰۱۲: کایلا هریسون
- ۲۰۱۳: ملیسا استاکول
- ۲۰۱۴: نوئل پیکوس-پیس
- ۲۰۱۵: تاتیانا مک‌فیدن
- ۲۰۱۶: ماریا تورپاکای وزیر
- ۲۰۱۷: تیم بین‌المللی هاکی روی یخ زنان ایالات متحده ۲۰۱۷
- ۲۰۱۸: کستر سمنیا
- ۲۰۱۹: مارتا ویرا داسیلوا
- ۲۰۲۰: بازیکنان اتحادیه ملی بسکتبال زنان
- ۲۰۲۱: نائومی اوساکا
- ۲۰۲۲: الانا مایرز تیلور
- ۲۰۲۳: رزالی فیش

جایزه الهام آنیکا (ANNIKA)
- ۲۰۱۰: کیتلین بیکر [۱۲] [۱۳]
- ۲۰۱۱: وینتر وینکی [۱۴]
- ۲۰۱۲: لیانا توماس [۱۴]
- ۲۰۱۳: ویویان هائو [۱۴]

جایزه یولاندا ال. جکسون
- ۲۰۱۰: میشل کوان [۱۵]
- ۲۰۱۱: هدر اوریلی
- ۲۰۱۲: سارا هیوز
- ۲۰۱۳: لین-ز آدامز هاوکینز
- ۲۰۱۴: آنجلا هاکلز
- ۲۰۱۵: النا هایت
- ۲۰۱۶: ساشا دی جولیان
- ۲۰۱۷: فیدرا نایت
- ۲۰۱۷: استر لوفگرن
- ۲۰۱۷: برندا ویلا

جایزه دارلین کلوکا
- ۲۰۰۱: باربارا ال. درینکواتر
- ۲۰۰۳: مری جو کین
- ۲۰۰۵: کاری فستینگ
- ۲۰۰۶: گرترود فیستر
- ۲۰۰۷: سلیا براکنیج
- ۲۰۰۸: الن استاوروسکی
- ۲۰۰۹: آنلیز گاسلین
- ۲۰۱۰: دان سابو [۱۶]
- ۲۰۱۱: کارول اوگلزبی
- ۲۰۱۲: ویویان آکوستا و لیندا کارپنتر
- ۲۰۱۷: ماریا بئاتریز روشا فریرا

جوایز بیلی
جوایز بیلی (The Billie Awards) یک مراسم سالانه جوایز در لس آنجلس، کالیفرنیا بود که اولین بار توسط بنیاد ورزش زنان در سال ۲۰۰۶ برگزار شد. 
جایزه فلو هیمن
جایزه یادبود فلو هیمن هر سال بین سال‌های ۱۹۸۷ و ۲۰۰۴ اعطا می‌شود.

## تالار مشاهیر بین‌المللی ورزش بانوان
تالار مشاهیر بین‌المللی ورزش زنان در سال ۱۹۸۰ تأسیس شد تا از بانوان ورزشکاری که در ورزش زنان تاریخ‌ساز شده‌اند، تقدیر کند. تالار مشاهیر بین‌المللی ورزش زنان، دستاوردهای ورزشی کسانی را که حداقل ۲۵ سال قبل از سال جاری در رده پیشگام شرکت کرده‌اند، به رسمیت می‌شناسد. ورزشکارانی که دستاوردهایشان در ۲۵ سال گذشته به دست آمده‌است در رده معاصر قرار می‌گیرند. انتخاب‌ها در سراسر جهان انجام می‌شود و بر اساس دستاوردها، پیشرفت‌ها، سبک نوآورانه و تعهد مداوم به توسعه ورزش زنان است. 